# Memnone (stratego)
Memnone (in greco antico: Μέμνων?, Mémnōn; ... – dopo il 326 a.C.) è stato un militare macedone antico.
Nel 334 a.C., Alessandro Magno lo nominò stratego (comandante militare) della Tracia, succedendo ad Alessandro il Linceste. Nel 331 a.C., Memnone tentò una rivolta contro il reggente Antipatro, ma fu costretto a sottomettersi nuovamente dopo che Antipatro marciò in Tracia con un esercito superiore. Nonostante la ribellione, Memnone fu inizialmente mantenuto nel suo incarico da Antipatro, probabilmente perché quest'ultimo era impegnato a contrastare, nello stesso periodo, la sollevazione degli Spartiati. Tuttavia, già nel 327/326 a.C., Memnone fu richiamato in India, sul fiume Idaspe (oggi Jhelum), dove portò all'esercito di Alessandro un contingente di 5.000 cavalieri traci e 25.000 armi, le quali erano state rivestite d'oro e d'argento per ordine di Arpalo.
Il suo successore come governatore di Tracia fu Zopirione.